# Naide Gomes

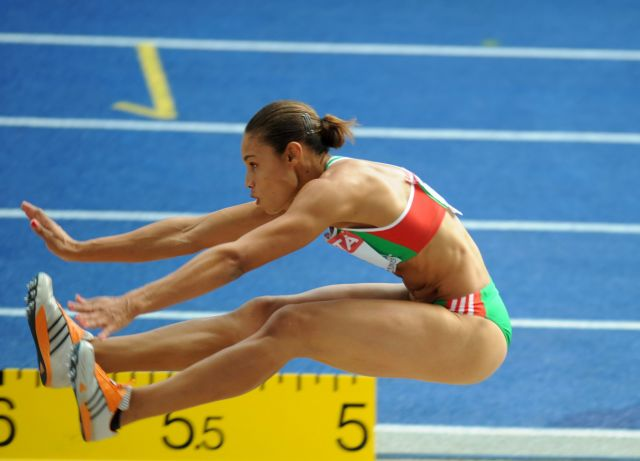
Naide Gomes in actie tijdens de WK van 2009 in Berlijn.

Enezaide do Rosário (Naide) da Vera Cruz Gomes, (Sao Tomé, 20 november 1979) is een Portugese atlete, die aanvankelijk de zevenkamp beoefende, maar zich naderhand is gaan specialiseren op het verspringen, waarop ze zowel de Europese indoor- als de wereldindoortitel veroverde. Ze is tevens sterk op de onderdelen 100 m horden en hoogspringen. In totaal nam ze driemaal deel aan de Olympische Spelen, maar won hierbij geen medailles.

## Biografie

### Van Santomese tot Portugese
Naide Gomes werd geboren in de Afrikaanse eilandrepubliek Sao Tomé en Principe. Op de Olympische Spelen van 2000 in Sydney vertegenwoordigde ze haar geboorteland op de 100 m horden, zonder echter verder te komen dan de series. Ook droeg ze in Sydney tijdens de openingsceremonie de vlag van Sao Tomé en Principe. Gomes woonde echter al sinds haar elfde in Portugal; op 22 mei 2001 verkreeg ze de Portugese nationaliteit en kwam voortaan voor dit land uit op internationale wedstrijden.

### Wereldindoorkampioene
Haar eerste successen voor Portugal boekte Gomes in 2002 op de Europese indoorkampioenschappen van 2002 in Wenen, waar zij achter de Russin Jelena Prokhorova tweede werd op de vijfkamp, maar voor de Zweedse Carolina Klüft, die derde werd met 60 punten minder dan Gomes. Twee jaar later veroverde zij haar eerste grote titel: op de wereldindoorkampioenschappen in Boedapest werd zij met een score van 4759 punten, een Portugees record, kampioene op de vijfkamp voor de Oekraïense Natalja Dobrynska, de Litouwse Austra Skujytė en de Nederlandse Karin Ruckstuhl. Klüft, die dezelfde titel een jaar eerder had veroverd, was in Boedapest afwezig.

### Zevenkamp-resultaten
Op de Olympische Spelen van 2004 in Athene behaalde Naide Gomes een dertiende plaats op de zevenkamp met 6151 punten. Carolina Klüft werd hier olympisch kampioene. Op de wereldkampioenschappen van 2005 in Helsinki nam ze deel aan hetzelfde onderdeel en veroverde zij met 6189 punten een zevende plaats, nadat ze drie weken ervoor in het Spaanse Logroño met 6230 punten haar persoonlijk record had verbeterd. In Helsinki was het opnieuw Carolina Klüft die er met de gouden medaille vandoor ging. De Zweedse was begonnen aan een periode in haar carrière waarin zij op de zevenkamp onverslaanbaar zou zijn.

### Europese verspringtitels
Mede onder invloed van de gebleken overmacht van Klüft op de meerkamp besloot Naide Gomes zich in het vervolg van haar carrière te concentreren op het verspringen. Die beslissing betaalde zich uit. Op de EK indoor van 2005 in Madrid veroverde zij prompt de gouden medaille, een jaar later gevolgd door een zilveren op de Europese kampioenschappen in Göteborg achter de Russische Ljoedmila Koltsjanova, waarna zij in 2007 tijdens de EK indoor in Birmingham met succes haar indoortitel prolongeerde. Bij laatstgenoemd kampioenschap verbeterde zij tevens het Portugese record tot 6,89 m.

### Wereldindoorkampioene verspringen
Bij de WK indoor in 2008 zette Naide Gomes de kroon op haar carrière door na haar twee Europese indoortitels in voorgaande jaren, nu ook de wereldindoortitel te veroveren. Met een sprong van precies 7,00 m overtroefde zij de Braziliaanse Maurren Maggi (zilver; 6,89) en de Russische Irina Simagina (brons; 6,88). In het daarop volgende zomerseizoen verbeterde zij eind juli tweemaal haar eigen nationale record, eerst op 22 juli tijdens de DN Galan meeting in Stockholm tot 7,04, om er vervolgens een week later tijdens de Herculis meeting in Monaco zelfs nog een schepje bovenop te doen en verder zich te verbeteren tot 7,12. Het maakte haar tot een van de belangrijkste kandidaten voor olympisch goud. Op de Olympische Spelen in Peking produceerde zij echter in de kwalificatieronde bij haar eerste pogingen twee foutsprongen, waarna zij in haar derde poging niet verder kwam dan een uiterst magere 6,29, onvoldoende om door te gaan naar de finale. Groter contrast met haar eerdere prestaties dat jaar was nauwelijks denkbaar.

### Een kwestie van centimeters
Heel wat beter ging het Naide Gomes af op de WK van 2009 in Berlijn, waar zij weer met de besten meestreed en bij het verspringen achter de Amerikaanse Brittney Reese (eerste met 7,10) en de Russische Tatjana Lebedeva (tweede met 6,97) slechts drie centimeter moest toegeven op de Turkse Karin Mey Melis, die met 6,80 het brons voor haar neus wegkaapte. Bij de wedstrijd om de Europa Cup voor landenteams, eerder dat seizoen in Leiria, was ze eerste geworden met 6,83, een afstand die weer enigszins in de buurt kwam van haar beste prestatie ooit.
Drie centimeter scheelde het een jaar later ook tijdens de WK indoor, maar in Doha ging het om de gouden in plaats van de bronzen medaille. Gomes kwam tot 6,67, terwijl Brittney Reese 6,70 als beste sprong liet opmeten en dus ging het goud naar de Amerikaanse. Gomes streed echter weer mee aan de top en een zilveren medaille was daarvan het resultaat.
Bij de EK van 2010 in Barcelona was er zelfs helemaal geen verschil in centimeters tussen de beste sprongen van Naide Gomes en de Letse Ineta Radēviča; beiden kwamen tot 6,92. Dat de Portugese desondanks 'slechts' tweede werd kwam, doordat de op-één-na beste sprong van Radēviča 6,87 was tegenover die van Gomes 6,68. Voor het eerst in haar carrière greep Gomes op een groot toernooi ondanks een evenaring van de beste sprong naast de titel.
Zilver werd het opnieuw in 2011 bij de EK indoor in Parijs en weer was het bij het verspringen een centimeterkwestie. Gomes kwam tot een beste sprong van 6,79, maar ditmaal sprong de Russin Darja Klisjina één centimeter verder: 6,80. Vervolgens zag het er op de WK in Daegu veelbelovend uit voor de Portugese, want met een twee na beste sprong van 6,76 had zij zich met gemak gekwalificeerd voor de verspringfinale. Daarin ging het echter mis. Gomes kwam ineens niet verder dan 6,26 en eindigde als tiende, ver buiten het erepodium.

## Titels
- Wereldindoorkampioene verspringen – 2008
- Wereldindoorkampioene vijfkamp – 2004
- Europees indoorkampioene verspringen – 2005, 2007
- Portugees kampioene 100 m horden – 2004, 2005
- Portugees kampioene hoogspringen – 1997, 2002
- Portugees indoorkampioene hoogspringen – 2002
- Portugees kampioene verspringen – 2002, 2004, 2006, 2007
- Portugees indoorkampioene verspringen – 2002, 2003, 2004, 2005, 2006, 2008
- Portugees kampioene zevenkamp – 2001
- Centraal-Afrikaans kampioene 100 m horden – 1999
- Centraal-Afrikaans kampioene 400 m horden – 1999
- Centraal-Afrikaans kampioene hoogspringen – 1999

## Persoonlijke records
Outdoor
| Onderdeel    | Prestatie                 | Datum            | Plaats   |
| ------------ | ------------------------- | ---------------- | -------- |
| 100 m        | 12,56                     | 1 januari 2001   |          |
| 200 m        | 24,87                     | 16 juli 2005     | Logroño  |
| 800 m        | 2.16,31                   | 7 augustus 2005  | Helsinki |
| 100 m horden | 13,52                     | 27 juni 2004     | Ratingen |
| hoogspringen | 1,86 m                    | 15 juni 2002     | Ratingen |
| verspringen  | 7,12 m (nat. rec.)        | 29 juli 2008     | Monaco   |
| kogelstoten  | 14,71 m                   | 20 augustus 2004 | Athene   |
| discuswerpen | 35,28 m                   | 1 januari 2003   |          |
| speerwerpen  | 42,86 m (Sant. nat. rec.) | 13 juli 2000     | Algiers  |
| zevenkamp    | 6230 p (nat. rec.)        | 17 juli 2005     | Logroño  |

Indoor
| Onderdeel    | Prestatie          | Datum            | Plaats    |
| ------------ | ------------------ | ---------------- | --------- |
| 60 m         | 7,84 s             | 10 januari 2004  | Alpiarça  |
| 400 m        | 57,91 s            | 15 februari 2005 | Stockholm |
| 800 m        | 2.21,53            | 1 maart 2002     | Wenen     |
| 60 m horden  | 8,39 s             | 13 februari 2005 | Espinho   |
| hoogspringen | 1,88 m (nat. rec.) | 5 maart 2004     | Boedapest |
| verspringen  | 7,00 m (nat. rec.) | 9 maart 2008     | Valencia  |
| kogelstoten  | 15,08 m            | 5 maart 2004     | Boedapest |
| vijfkamp     | 4759 p (nat. rec.) | 5 maart 2004     | Boedapest |

## Prestaties

### Kampioenschappen
| Jaar | Wedstrijd         | Plaats       | Resultaat    | Evenement                     |
| ---- | ----------------- | ------------ | ------------ | ----------------------------- |
| 1999 | Afrikaanse Spelen | Johannesburg | 5e           | zevenkamp                     |
| 2000 | OS                | Sydney       | 8e in serie  | 100 m horden                  |
| 2002 | EK indoor         | Wenen        | 2e           | vijfkamp                      |
|      | EK                | München      | 10e          | verspringen                   |
| 2003 | WK indoor         | Birmingham   | 5e           | vijfkamp                      |
| 2004 | WK indoor         | Boedapest    | 2e           | vijfkamp                      |
|      | OS                | Athene       | 13e          | zevenkamp                     |
| 2005 | EK indoor         | Madrid       | 1e           | verspringen                   |
|      | WK                | Helsinki     | 5e           | verspringen                   |
|      | Universiade       | İzmir        | 2e           | verspringen                   |
| 2006 | WK indoor         | Moskou       | 3e           | verspringen, 6,76 (nat. rec.) |
|      | EK                | Göteborg     | 2e           | verspringen                   |
| 2007 | EK indoor         | Birmingham   | 1e           | verspringen, 6,89 (nat. rec.) |
| 2008 | WK indoor         | Valencia     | 1e           | verspringen                   |
|      | OS                | Peking       | 15e in kwal. | verspringen                   |
| 2009 | WK                | Berlijn      | 4e           | verspringen                   |
| 2010 | WK indoor         | Doha         | 2e           | verspringen                   |
|      | EK                | Barcelona    | 2e           | verspringen                   |
| 2011 | EK indoor         | Parijs       | 2e           | verspringen                   |
|      | WK                | Daegu        | 10e          | verspringen                   |

### Diamond League-podiumplekken
| Jaar | Wedstrijd     | Plaats      | Resultaat | Evenement   |
| ---- | ------------- | ----------- | --------- | ----------- |
| 2010 | Bislett Games | Oslo        | 2e        | verspringen |
|      | Athletissima  | Lausanne    | 2e        | verspringen |
|      | Meeting Areva | Saint-Denis | 2e        | verspringen |
|      | DN Galan      | Stockholm   | 3e        | verspringen |

## Onderscheidingen
- COP Olympische medaille Nobre Guedes - 2006